# Brobizz
Brobizz er et dansk system for elektronisk betaling i automatiske betalinganlæg. Brobizz blev stiftet i 2008 og udvikles og administreres af Brobizz A/S, et helejet datterselskab af Sund & Bælt Holding A/S.
En Bizz er en trådløs sender, der sikrer, at man kommer hurtigt igennem automatiske betalingsanlæg. BroBizz kan bruges på Storebæltsbroen og Øresundsforbindelsen, og også som betaling på flere færgeruter og betalingsveje, samt parkering på Billund- og Kastrup Lufthavne. Sund & Bælt er med i joint venturet EasyGo. Gennem EasyGo-samarbejdet kan BroBizz bruges på automatiske betalinganlæg i Skandinavien. Norske AutoPASS er også med i dette samarbejde, og BroBizz kan dermed bruges i norske AutoPASS bomstationer.
BroBizz A/S er også det første skandinaviske selskab som er registreret som EETS (European Electronic Toll Service)-udsteder. EETS-direktivet har som mål at en elektronisk sender, som fx en BroBizz, skal kunne bruges for betaling på samtlige betalingsveje i EU.

## Nummerpladebetaling
Den 21. marts 2018 indfører Brobizz A/S automatisk nummerpladegenkendelse, hvor det bliver muligt at vælge nummerpladen som identifikationsmiddel. Med nummerpladebetaling får man adgang til de samme fordele, som med Brobizz.
Nummerpladebetaling tilbydes dansk indregistrerede biler under 3.500 kg med almindelige nummerplader.